# Liste der Monuments historiques in Merckeghem
Die Liste der Monuments historiques in Merckeghem führt die Monuments historiques in der französischen Gemeinde Merckeghem auf.

## Liste der Bauwerke
| Bezeichnung | Beschreibung | Standort                | Kennzeichnung | Schutzstatus | Datum | Bild |
| ----------- | ------------ | ----------------------- | ------------- | ------------ | ----- | ---- |
| Motte       | Mittelalter  | Chemin du Marais (Lage) | PA00107752    | Inscrit      | 1982  |      |